# Leichtathletik-Länderkampf der Frauen 1984 BR Deutschland – Frankreich / BR Deutschland – Polen / BR Deutschland – Tschechoslowakei
| 10./11./12. Leichtathletik-Länderkampf mit bundesdeutscher Beteiligung 1984                                                      | 10./11./12. Leichtathletik-Länderkampf mit bundesdeutscher Beteiligung 1984 |
| --- | --------------------------------------------------------------------------- |
| |                                                                             |
| Ländervergleich der Frauen: BR Deutschland – Frankreich000000 BR Deutschland – Polen0000000000 BR Deutschland – Tschechoslowakei |                                                                             |
| Austragungsort | Hannover                                                                    |
| Wettbewerbe | 14                                                                          |
| Datum | 15./16. Juni                                                                |
| 1. FRG 2. FRA | 94 P 52 P                                                                   |
| 1. FRG 2. POL | 87 P 59 P                                                                   |
| 1. FRG 2. CSK | 84 P 62 P                                                                   |
| Chronik |                                                                             |
| ← FRG-FRA/FRG-POL/ 00FRG-CSK (M)                                                                                                 | SUI-FRG-FRA-ITA-NLD00 Str'lauf (M) →                                        |

Als Vergleiche Nummer zehn, elf und zwölf des Länderkampfjahres 1984 stand am 15./16. Juni in Hannover ein Event der Frauen an. Wie die Männer traten die bundesdeutschen Leichtathletinnen dabei in getrennter Wertung gegen Frankreich, Polen und die Tschechoslowakei an.
Gegen Frankreich hatte es zuvor in den Jahren 1968 und 1974 erst zwei Begegnungen der bundesdeutschen Leichtathletinnen gegeben, die die Bundesrepublik beide für sich entschieden hatte.
Fünfzehn Mal war die Bundesrepublik in Zweiländerkämpfen zuvor auf Polen getroffen. Zehn Mal hatten die bundesdeutschen Leichtathletinnen gesiegt, fünf Mal die Polinnen. Darüber hinaus hatte es 1981 ein weiteres Aufeinandertreffen unter Beteiligung von Großbritannien gegeben, das die Britinnen vor der Bundesrepublik und Polen gewonnen hatten.
Mit den tschechoslowakischen Frauen gab es in Hannover das sechste Aufeinandertreffen. Die vorangegangenen Begegnungen – zuletzt 1967 in Fulda – waren alle an die Bundesrepublik Deutschland gegangen.

## Modus
Auf dem Programm stand neben den bei Frauenländerkämpfen üblichen dreizehn Disziplinen, die den olympischen Wettbewerbskatalog komplett abdeckten, ein weiteres Rennen über 400 Meter Hürden, eine Disziplin, die 1984 in den olympischen Katalog für Frauen aufgenommen wurde. Gewertet wurde in allen drei Begegnungen nach dem Standardsystem.

## Ergebnis
In den Teilbereichen Einzellauf, und Wurf/Stoß waren die bundesdeutschen Leichtathletinnen jedem ihrer Gegnerteams überlegen. In den Einzelläufen gab es gegen Frankreich und gegen Polen jeweils fünf Siege bei zwei Niederlagen, gegen die Tschechoslowakei lautete die Bilanz hier vier zu drei. In der Kategorie Wurf/Stoß lag die Bundesrepublik gegen alle drei Länder mit drei Siegen und ohne Niederlage vorn. In den Staffeln gab es gegen Frankreich und Polen jeweils ein eins zu eins unentschieden, gegen die Tschechoslowakei gewann die Bundesrepublik beide Staffeln. In den Sprüngen lagen die bundesdeutschen Sportlerinnen gegen Frankreich und die Tschechoslowakei jeweils mit zwei zu null Erfolgen vorn, gegen Polen gab es einen polnischen und einen bundesdeutschen Sieg.
So entschieden die bundesdeutschen Frauen wie ihre männlichen Kollegen alle drei Begegnungen für sich. Gegen Frankreich gewannen sie mit 94 zu 52 Punkten, gegen Polen mit 87 zu 59 Punkten und gegen die Tschechoslowakei mit 84 zu 62 Punkten.

## Einzelresultate

### 100 m
| Platz | Athletin           | Land | Zeit (s) | Länderkampfwertung | Länderkampfwertung |
| ----- | ------------------ | ---- | -------- | ------------------ | ------------------ |
| 1     | Elżbieta Tomczak   | POL  | 11,36    | 1. FRA 2. FRG      | 7 P 4 P            |
| 2     | Taťána Kocembová   | CSK  | 11,38    | 1. FRA 2. FRG      | 7 P 4 P            |
| 3     | Rose-Aimée Bacoul  | FRA  | 11,54    | 1. FRA 2. FRG      | 7 P 4 P            |
| 4     | Heidi-Elke Gaugel  | FRG  | 11,55    | 1. POL 2. FRG      | 7 P 4 P            |
| 5     | Ewa Kasprzyk       | POL  | 11,60    | 1. POL 2. FRG      | 7 P 4 P            |
| 6     | Raymonde Naigre    | FRA  | 11,71    | 1. CSK 2. FRG      | 6 P 5 P            |
| 7     | Edith Oker         | FRG  | 11,90    | 1. CSK 2. FRG      | 6 P 5 P            |
| 8     | Radislava Šoborová | CSK  | 12,09    | 1. CSK 2. FRG      | 6 P 5 P            |

Datum: 15. Juni

### 200 m
| Platz | Athletin              | Land | Zeit (s) | Länderkampfwertung | Länderkampfwertung |
| ----- | --------------------- | ---- | -------- | ------------------ | ------------------ |
| 1     | Jarmila Kratochvílová | CSK  | 22,57    | 1. FRG 2. FRA      | 8 P 3 P            |
| 2     | Heidi-Elke Gaugel     | FRG  | 23,02    | 1. FRG 2. FRA      | 8 P 3 P            |
| 3     | Ute Thimm             | FRG  | 23,28    | 1. FRG 2. FRA      | 8 P 3 P            |
| 4     | Liliane Gaschet       | FRA  | 23,33    | 1. FRG 2. POL      | 8 P 3 P            |
| 5     | Ewa Kasprzyk          | POL  | 23,56    | 1. FRG 2. POL      | 8 P 3 P            |
| 6     | Rose-Aimée Bacoul     | FRA  | 23,64    | 1. CSK 2. FRG      | 6 P 5 P            |
| 7     | Renata Černochová     | CSK  | 23,95    | 1. CSK 2. FRG      | 6 P 5 P            |
| 8     | Elżbieta Tomczak      | POL  | 24,14    | 1. CSK 2. FRG      | 6 P 5 P            |

Datum: 16. Juni

### 400 m
| Platz | Athletin              | Land | Zeit (s) | Länderkampfwertung | Länderkampfwertung |
| ----- | --------------------- | ---- | -------- | ------------------ | ------------------ |
| 1     | Jarmila Kratochvílová | CSK  | 49,33    | 1. FRG 2. FRA      | 8 P 3 P            |
| 2     | Ute Thimm             | FRG  | 51,85    | 1. FRG 2. FRA      | 8 P 3 P            |
| 3     | Małgorzata Dunecka    | POL  | 52,45    | 1. FRG 2. FRA      | 8 P 3 P            |
| 4     | Gaby Bußmann          | FRG  | 53,14    | 1. FRG 2. POL      | 7 P 4 P            |
| 5     | Věra Tylová           | CSK  | 53,36    | 1. FRG 2. POL      | 7 P 4 P            |
| 6     | Elżbieta Kapusta      | POL  | 54,24    | 1. CSK 2. FRG      | 6 P 5 P            |
| 7     | Nathalie Simon        | FRA  | 54,83    | 1. CSK 2. FRG      | 6 P 5 P            |
| 8     | Fabienne Lise         | FRA  | 55,22    | 1. CSK 2. FRG      | 6 P 5 P            |

Datum: 15. Juni

### 800 m
| Platz | Athletin           | Land | Zeit (min) | Länderkampfwertung | Länderkampfwertung |
| ----- | ------------------ | ---- | ---------- | ------------------ | ------------------ |
| 1     | Margrit Klinger    | FRG  | 2:01,20    | 1. FRG 2. FRA      | 7 P 4 P            |
| 2     | Zuzana Moravcikova | CSK  | 2:01,26    | 1. FRG 2. FRA      | 7 P 4 P            |
| 3     | Jolanta Januchta   | POL  | 2:01,82    | 1. FRG 2. FRA      | 7 P 4 P            |
| 4     | Natalie Thoumas    | FRA  | 2:04,09    | 1. POL 2. FRG      | 6 P 5 P            |
| 5     | Brygida Bak        | POL  | 2:05,64    | 1. POL 2. FRG      | 6 P 5 P            |
| 6     | Petra Kleinbrahm   | FRG  | 2:05,71    | 1. FRG 2. CSK      | 7 P 4 P            |
| 7     | Jana Červenková    | CSK  | 2:06,08    | 1. FRG 2. CSK      | 7 P 4 P            |
| 8     | Bernadette Louis   | FRA  | 2:06,81    | 1. FRG 2. CSK      | 7 P 4 P            |

Datum: 15. Juni

### 1500 m
| Platz | Athletin        | Land | Zeit (min) | Länderkampfwertung | Länderkampfwertung |
| ----- | --------------- | ---- | ---------- | ------------------ | ------------------ |
| 1     | Margrit Klinger | FRG  | 4:05,50    | 1. FRA 2. FRG      | 8 P 3 P            |
| 2     | Brigitte Kraus  | FRG  | 4:06,00    | 1. FRA 2. FRG      | 8 P 3 P            |
| 3     | Jana Červenková | CSK  | 4:12,18    | 1. FRA 2. FRG      | 8 P 3 P            |
| 4     | Annette Sergent | FRA  | 4:12,95    | 1. FRG 2. POL      | 8 P 3 P            |
| 5     | Iva Jurková     | CSK  | 4:13,22    | 1. FRG 2. POL      | 8 P 3 P            |
| 6     | Anna Bukis      | POL  | 4:15,11    | 1. FRG 2. CSK      | 8 P 3 P            |
| 7     | Wanda Panfil    | POL  | 4:15,53    | 1. FRG 2. CSK      | 8 P 3 P            |
| 8     | Martine Fays    | FRA  | 4:18,46    | 1. FRG 2. CSK      | 8 P 3 P            |

Datum: 16. Juni

### 100 m Hürden
| Platz | Athletin           | Land | Zeit (s) | Länderkampfwertung | Länderkampfwertung |
| ----- | ------------------ | ---- | -------- | ------------------ | ------------------ |
| 1     | Laurence Elloy     | FRA  | 13,04    | 1. FRA 2. FRG      | 6 P 5 P            |
| 2     | Ulrike Denk        | FRG  | 13,05    | 1. FRA 2. FRG      | 6 P 5 P            |
| 3     | Edith Oker         | FRG  | 13,09    | 1. FRA 2. FRG      | 6 P 5 P            |
| 4     | Michèle Chardonnet | FRA  | 13,09    | 1. FRG 2. POL      | 8 P 3 P            |
| 5     | Elżbieta Szulc     | POL  | 13,48    | 1. FRG 2. POL      | 8 P 3 P            |
| 6     | Milena Tebichová   | CSK  | 13,71    | 1. FRG 2. CSK      | 8 P 3 P            |
| 7     | Malgorzata Nowak   | POL  | 13,71    | 1. FRG 2. CSK      | 8 P 3 P            |
| 8     | Jitka Tesárková    | CSK  | 13,75    | 1. FRG 2. CSK      | 8 P 3 P            |

Datum: 16. Juni

### 400 m Hürden
| Platz | Athletin            | Land | Zeit (s) | Länderkampfwertung | Länderkampfwertung |
| ----- | ------------------- | ---- | -------- | ------------------ | ------------------ |
| 1     | Genowefa Błaszak    | POL  | 55,67    | 1. FRG 2. FRA      | 7 P 4 P            |
| 2     | Gisela Kinzel       | FRG  | 57,81    | 1. FRG 2. FRA      | 7 P 4 P            |
| 3     | Anna Filicková      | CSK  | 58,09    | 1. FRG 2. FRA      | 7 P 4 P            |
| 4     | Dominique Le Disses | FRA  | 58,43    | 1. POL 2. FRG      | 6 P 5 P            |
| 5     | Gudrun Abt          | FRG  | 58,43    | 1. POL 2. FRG      | 6 P 5 P            |
| 6     | Jolanta Stalmach    | POL  | 59,57    | 1. FRG 2. CSK      | 7 P 4 P            |
| 7     | Martinie Mathiot    | FRA  | 59,61    | 1. FRG 2. CSK      | 7 P 4 P            |
| 8     | Eva Eibnerova       | CSK  | 59,95    | 1. FRG 2. CSK      | 7 P 4 P            |

Datum: 15. Juni

### 4 × 100 m Staffel
| Platz | Besetzung        | Land                                                                   | Zeit (s) | Länderkampfwertung | Länderkampfwertung |
| ----- | ---------------- | ---------------------------------------------------------------------- | -------- | ------------------ | ------------------ |
| 1     | Polen            | Iwona Pakula Elżbieta Woźniak Elżbieta Tomczak Ewa Kasprzyk            | 43,41    | 1. FRA 2. FRG      | 5 P 2 P            |
| 2     | Tschechoslowakei | Věra Tylová Renata Černochová Zuzana Moravcikova Jarmila Kratochvílová | 43,51    | 1. POL 2. FRG      | 5 P 2 P            |
| 3     | Frankreich       | Rose-Aimée Bacoul Liliane Gaschet Raymonde Naigre Marie-France Loval   | 43,96    | 1. POL 2. FRG      | 5 P 2 P            |
| 4     | BR Deutschland   | Edith Oker Elke Vollmer Michaela Schabinger Heidi-Elke Gaugel          | 44,03    | 1. CSK 2. FRG      | 5 P 2 P            |

Datum: 15. Juni

### 4 × 400 m Staffel
| Platz | Besetzung        | Land                                                                    | Zeit (min) | Länderkampfwertung | Länderkampfwertung |
| ----- | ---------------- | ----------------------------------------------------------------------- | ---------- | ------------------ | ------------------ |
| 1     | Tschechoslowakei | Věra Tylová Renata Černochová Zuzana Moravcikova Jarmila Kratochvílová  | 3:29,00    | 1. FRG 2. FRA      | 5 P 2 P            |
| 2     | BR Deutschland   | Heike Schulte-Mattler Ute Thimm Christina Sussiek Christiane Brinkmann  | 3:30,18    | 1. FRG 2. POL      | 5 P 2 P            |
| 3     | Polen            | Jolanta Stalmach Jolanta Januchta Małgorzata Dunecka Genowefa Błaszak   | 3:35,09    | 1. FRG 2. POL      | 5 P 2 P            |
| 4     | Frankreich       | Raymonde Naigre Marie-Christine Champenois Nathalie Simon Fabienne Lise | 3:36,52    | 1. CSK 2. FRG      | 5 P 2 P            |

Datum: 16. Juni

### Hochsprung
| Platz | Athletin           | Land | Höhe (m) | Länderkampfwertung | Länderkampfwertung |
| ----- | ------------------ | ---- | -------- | ------------------ | ------------------ |
| 1     | Ulrike Meyfarth    | FRG  | 1,94     | 1. FRG 2. FRA      | 8 P 3 P            |
| 2     | Brigitte Holzapfel | FRG  | 1,88     | 1. FRG 2. FRA      | 8 P 3 P            |
| 3     | Danuta Bułkowska   | POL  | 1,88     | 1. FRG 2. FRA      | 8 P 3 P            |
| 4     | Maryse Éwanjé-Épée | FRA  | 1,88     | 1. FRG 2. POL      | 8 P 3 P            |
| 5     | Jolanta Kosma      | POL  | 1,85     | 1. FRG 2. POL      | 8 P 3 P            |
| 6     | Brigitte Rougeron  | FRA  |          | 1. FRG 2. CSK      | 8 P 3 P            |
| 7     | Ivana Geržová      | CSK  | 1,80     | 1. FRG 2. CSK      | 8 P 3 P            |
| 8     | Ivana Jobbová      | CSK  | 1,80     | 1. FRG 2. CSK      | 8 P 3 P            |

Datum: 15. Juni

### Weitsprung
| Platz | Athletin              | Land | Weite (m) | Länderkampfwertung | Länderkampfwertung |
| ----- | --------------------- | ---- | --------- | ------------------ | ------------------ |
| 1     | Anna Włodarczyk       | POL  | 6,78      | 1. FRG 2. FRA      | 8 P 3 P            |
| 2     | Jasmin Feige          | FRG  | 6,29      | 1. FRG 2. FRA      | 8 P 3 P            |
| 3     | Anna Buballa          | FRG  | 6,29      | 1. FRG 2. FRA      | 8 P 3 P            |
| 4     | Géraldine Bonnin      | FRA  | 6,20      | 1. POL 2. FRG      | 6 P 5 P            |
| 5     | Ludmila Jimramovská   | CSK  | 6,16      | 1. POL 2. FRG      | 6 P 5 P            |
| 6     | Jarmila Strejčková    | CSK  | 6,06      | 1. FRG 2. CSK      | 8 P 3 P            |
| 7     | Elzbieta Klimaszewska | POL  | 6,03      | 1. FRG 2. CSK      | 8 P 3 P            |
| 8     | Georgina Milhet       | FRA  | 5,99      | 1. FRG 2. CSK      | 8 P 3 P            |

Datum: 16. Juni

### Kugelstoßen
| Platz | Athletin            | Land | Weite (m) | Länderkampfwertung | Länderkampfwertung |
| ----- | ------------------- | ---- | --------- | ------------------ | ------------------ |
| 1     | Claudia Losch       | FRG  | 20,55     | 1. FRG 2. FRA      | 8 P 3 P            |
| 2     | Zdeňka Šilhavá      | CSK  | 18,48     | 1. FRG 2. FRA      | 8 P 3 P            |
| 3     | Birgit Petsch       | FRG  | 17,43     | 1. FRG 2. FRA      | 8 P 3 P            |
| 4     | Simone Créantor     | FRA  | 16,62     | 1. FRG 2. POL      | 8 P 3 P            |
| 5     | Gabrilla Hanulaková | CSK  | 16,32     | 1. FRG 2. POL      | 8 P 3 P            |
| 6     | Léone Bertimon      | FRA  | 16,30     | 1. FRG 2. CSK      | 7 P 4 P            |
| 7     | Malgorzata Nowak    | POL  | 15,02     | 1. FRG 2. CSK      | 7 P 4 P            |
| 8     | Anna Salinska       | POL  | 14,02     | 1. FRG 2. CSK      | 7 P 4 P            |

Datum: 15. Juni

### Diskuswurf
| Platz | Athletin            | Land | Weite (m) | Länderkampfwertung | Länderkampfwertung |
| ----- | ------------------- | ---- | --------- | ------------------ | ------------------ |
| 1     | Ingra Manecke       | FRG  | 64,84     | 1. FRG 2. FRA      | 8 P 3 P            |
| 2     | Zdeňka Šilhavá      | CSK  | 64,68     | 1. FRG 2. FRA      | 8 P 3 P            |
| 3     | Gabrilla Hanulaková | CSK  | 58,36     | 1. FRG 2. FRA      | 8 P 3 P            |
| 4     | Ewa Siepsiak        | POL  | 57,34     | 1. FRG 2. POL      | 7 P 4 P            |
| 5     | Doris Gutewort      | FRG  | 56,12     | 1. FRG 2. POL      | 7 P 4 P            |
| 6     | Renata Katewicz     | POL  | 55,26     | 1. FRG 2. CSK      | 6 P 5 P            |
| 7     | Patricia Katona     | FRA  | 51,60     | 1. FRG 2. CSK      | 6 P 5 P            |
| 8     | Catherine Beauvais  | FRA  | 51,40     | 1. FRG 2. CSK      | 6 P 5 P            |

Datum: 16. Juni

### Speerwurf
| Platz | Athletin           | Land | Weite (m) | Länderkampfwertung | Länderkampfwertung |
| ----- | ------------------ | ---- | --------- | ------------------ | ------------------ |
| 1     | Ingrid Thyssen     | FRG  | 65,54     | 1. FRG 2. FRA      | 8 P 3 P            |
| 2     | Elena Burgárová    | CSK  | 62,30     | 1. FRG 2. FRA      | 8 P 3 P            |
| 3     | Genofewa Olejarz   | POL  | 59,74     | 1. FRG 2. FRA      | 8 P 3 P            |
| 4     | Marie Fukalová     | CSK  | 58,30     | 1. FRG 2. POL      | 6 P 5 P            |
| 5     | Maria Jabłońska    | POL  | 54,46     | 1. FRG 2. POL      | 6 P 5 P            |
| 6     | Manuela Alizadeh   | FRG  | 54,00     | 1. FRG 2. CSK      | 6 P 5 P            |
| 7     | Evelyne Giardino   | FRA  | 53,74     | 1. FRG 2. CSK      | 6 P 5 P            |
| 8     | Nadine Schoellkopf | FRA  | 52,78     | 1. FRG 2. CSK      | 6 P 5 P            |

Datum: 15. Juni